# 풀 메탈 패닉!
《풀 메탈 패닉!》(フルメタル・パニック! 후루메타루 파닛쿠[*], Full Metal Panic!)은 가토우 쇼우지의 라이트 노벨이자 그것을 원작으로 한 일본의 애니메이션과 만화이다.
애니메이션으로 제작된 작품으로는 《풀 메탈 패닉!》, 《풀 메탈 패닉? 후못후》, 《풀 메탈 패닉! 더 세컨드 레이드》, 《풀 메탈 패닉! 인비저블 빅토리》가 있다.
대한민국에서는 현재 원작 소설이 번역되어 발간되었다. 애니메이션은 《풀 메탈 패닉!》이 애니원에서 방송 되었고 《풀 메탈 패닉? 후못후》가 투니버스에서 방송 되었다.
만화책으로는 동명의 만화책이 발행되고 있고 원작의 코믹성을 강조한 《난데없이! 풀 메탈 패닉》이 발행되고 있다.

## 줄거리
국가 간 분쟁을 방지하는 미스릴 용병부대의 하사관인 사가라 소스케, 위스퍼드의 능력을 가진 치도리 카나메라는 소녀의 임무호위를 명령받고 진다이 고등학교로 진학하게 된다. 전쟁터를 전전하며 피로 점철된 생활을 하던 그에게 갑작스레 닥친 평범한 생활. 그는 과연 잘 적응해 나갈 수 있을 것인가? 미스릴을 둘러싼 음모의 소용돌이에 휘말린 사가라 소스케와 치도리 카나메. '람다드라이버'라는 특수한 장비를 탑재한 AS(Arm Slave: Armored mobile Master-Slave System), 아바레스트의 등장으로 이야기는 더욱 더 점입가경에 들어서고...

## 원작 소설
라이트 노벨 작가인 가토우 쇼우지가 쓴 원작 소설 《풀 메탈 패닉!》은 일본과 대한민국 등 지역에서 많은 호평을 받고 있다. 대한민국에는 NT 노벨의 시작점을 끊는 작품으로서 대원씨아이를 통해 한국어로 번역, 출판되었다.
예전에는 잡지 뉴타입에 연재된 적이 있으나, 현재는 잡지 드래곤 매거진에 연재 중이다.
- 저자 - 가토우 쇼우지
- 삽화 - 시키 도우지
- 번역 - 민유선
- 원작 소설의 일본어 원판에서는 외전의 경우 각 권 부제 끝에 물음표가 붙어 있는데, 외전에 실린 에피소드 중 몇가지가 《풀 메탈 패닉? 후못후》의 소재가 되었다. 여기서는 본편을 굵게 표기한다.

1. 싸우는 소년, 소녀를 만나다 - 2002년 7월 5일 - ISBN 89-528-46257
2. 한밤의 질주 - 2002년 8월 5일 - ISBN 89-528-47288
3. 내버려 둘 수 없는 한 마리 늑대 - 2002년 9월 10일 - ISBN 89-528-49310
4. 푸른 바다 속으로 - 2002년 11월 10일 - ISBN 89-528-5320-2
5. 김새는 이사만루 - 2003년 1월 10일 - ISBN 89-528-5511-6
6. 명함도 못 내미는 삼관왕 - 2003년 4월 10일 - ISBN 89-528-4318-5
7. 일상에 고하는 작별 (상) - 2003년 7월 10일 - ISBN 89-528-6303-8
8. 일상에 고하는 작별 (하) - 2003년 8월 10일 - ISBN 89-528-6472-7
9. 동정할 수 없는 사면초가 - 2003년 11월 10일 - ISBN 89-528-6887-0
10. 대책 없는 오리 - 2004년 4월 10일 - ISBN 89-528-7609-1
11. 미덥지 못한 육법전서 - 2004년 8월 10일 - ISBN 89-528-8207-5
12. 춤추는 베리 메리 크리스마스 - 2004년 12월 10일 - ISBN 89-528-8814-6
13. 안심할 수 없는 7종 세트? - 2005년 5월 10일 - ISBN 89-528-9483-9
14. 음정은 구슬피, 조준은 아득히 - 2005년 11월 15일 - ISBN 89-596-3189-2
15. 고독한 길은 언제까지나 - 2006년 1월 15일 - ISBN 89-5963-190-6
16. 고민할 틈도 없는 팔방색 - 2006년 6월 15일 - ISBN 89-5963-191-4
17. 불타는 원 맨 포스 - 2006년 9월 15일 - ISBN 89-5963-190-6
18. 극북에서 들리는 목소리 - 2007년 2월 15일 - ISBN 9788925210148
19. 재결집의 날 - 2007년 8월 23일 - ISBN 9788925217895
20. 임박하는 닉 오브 타임 - 2008년 7월 4일 - ISBN 9788925231341
21. 늘 곁에 있어줘(상) - 2010년 12월 24일 - ISBN 9788925272467
22. 늘 곁에 있어줘(하) - 2010년 12월 24일 - ISBN 9788925272474
23. 진짜로 위험한 구사일생? - 2012년 2월 10일 - ISBN 9788925293943

## 애니메이션

### 풀 메탈 패닉!

#### 방영 목록
1. 気になるあいつは軍曹（サージェント） - 눈에 거슬리는 그 녀석은 중사
2. 守ってあげたい - 지켜주고 싶어
3. ランジェリー・パニック - 란제리 패닉
4. キッド・ナップ - 납치
5. 囁かれし者（ウィスパード） - 속삭임을 듣는 자(Whisperer)
6. STILL ALIVE - 생존
7. ボーイ・ミーツ・ガール - 소년, 소녀를 만나다(Boy meets girl)
8. パートタイム・ステディ - Part time steady(시간제 애인)
9. あぶないセーフハウス - 위험한 은신처
10. ラン・ランニング・ラン - Run, Running, Run
11. ベヘモス覚醒 - 베헤모스 각성
12. ワン・ナイト・スタンド - One night stand
13. 猫と仔猫のR&R（ロックンロール） - 고양이와 아기고양이의 로큰롤
14. 習志野は燃えているか? - 나라시노는 불타고 있는가?
15. 故郷に舞う風・前編 - 고향에 부는 바람·전편
16. 故郷に舞う風・中編 - 고향에 부는 바람·중편
17. 故郷に舞う風・後編 - 고향에 부는 바람·후편
18. 深海パーティー - 심해 파티
19. エンゲージ・シックス・セブン - Engage Six-Seven
20. ヴェノムの火 - 베놈의 불
21. ディープ・トラップ - Deep trap
22. ジャック・イン・ザ・ボックス - Jack in the Box
23. 巨人のフィールド - 거인의 영역
24. イントゥ・ザ・ブルー - 바다 속으로(In to the blue)

#### 트리비아
- 애니메이션 에피소드 1에서 사가라 소스케가 빼앗기는 무기는 슈타이어 SPP이다.
- 애니메이션 에피소드 4, 5에서 적들이 사용하는 기관단총은 PP-90으로 추정된다. 구출부대가 사용하는 기관단총은 FN P90이다.

### 풀 메탈 패닉? 후못후
《풀 메탈 패닉? 후못후》(フルメタル・パニック？ふもっふ, Full Metal Panic? Fumotfu)는 가토우 쇼우지의 소설이 원작인 애니메이션 《풀 메탈 패닉!》의 후속작이다. 전작이 코믹성과 진지한 메카닉 액션으로 인기를 얻었다면 이번 작품에선 《풀 메탈 패닉!》의 코믹성을 극대화한 작품이다. 원작에서 사이드 스토리로 나온 이야기들이다.

#### 방영 목록
1-1. 남쪽에서 온 남자
1-2. 타협없는 호스티지
2-1. 엇나가는 호스틸리티
2-2. 표류하는 런치타임
3. 강철의 서머 일루전
4-1. 예술의 햄버거 힐
4-2. 한결같은 스테이크 아웃
5-1. 순수하면서도 불순한 격투가
5-2. 선의의 트레스퍼스
6-1. 일방적인 패티쉬
6-2. 어둠속의 페이션트
7. 과도한 워크라이
8. 여신의 방일 - 수난편
9. 여신의 방일 - 온천편
10. 피도 눈물도 없는 팬시
11. 뜻대로 되지 않는 파랑새
12. 5교시의 핫 스팟

##### 트리비아
- 에피소드 3에서 소스케가 사용하는 산탄총은 비넬리 M3로 추정되며, 유탄발사기는 HK69A1이다. 사용하는 검은 쿠크리이다.
- 에피소드 8에서 소스케가 사용하는 권총은 글록 26이다.
- 에피소드 9에서 쿠르츠는 헤클러&코흐 G36와 VSS 빈토레즈 저격총을 사용한다.

### 풀 메탈 패닉! 더 세컨드 레이드
《풀 메탈 패닉! 더 세컨드 레이드》(フルメタル・パニック！ The Second Raid, Full Metal Panic! The Second Raid, 풀 메탈 패닉! TSR)는 가토우 쇼우지의 원작 소설을 배경으로 한 애니메이션이다.
《풀 메탈 패닉!》 시리즈의 3번째 애니메이션으로 원작 소설 7, 8권 <풀 메탈 패닉! 데이 바이 데이>(한국명:일상에 고하는 작별)편을 애니메이션화했다.
총 13화로 2005년 7월에 방송을 시작해 10월에 종영했다.

#### 방영 목록
1. 끝나버린 일상
2. 수면 아래의 정경
3. 미궁과 용
4. 데이라잇
5. 아름다운 시칠리아
6. 행복의 끝자락
7. 혼자 남겨져
8. 정글 그루브
9. 그녀의 문제
10. 두 개의 홍콩
11. 그의 문제
12. 불타는 홍콩
13. 계속되는 일상

OVA.의외로 한가한 전대장의 하루

### 풀 메탈 패닉! 인비저블 빅토리
《풀 메탈 패닉! 인비저블 빅토리》(フルメタル・パニック！ Invisible Victory, Full Metal Panic! The Invisible Victory, 풀 메탈 패닉! TSR)는 가토우 쇼우지의 원작 소설을 배경으로 한 애니메이션이다. 2018년 봄에 방영될 예정이다.

#### 트리비아
- 무기분야 -
- 1화에서 마레즈 대령 휘하 군인들은 FN FNC로 무장했다. 쿠르츠 AS의 무장은 배럿 M82와 유사하다. 티와즈12 헬리콥터는 RAH-66 코만치와 동일한 기종이다. 정부군 전차가 소스케 AS를 향해 발사한 탄은 APFSDS이다.
- 2화에서 흰 색 옷을 입은 남자(게이츠)는 CZ 75BD 권총을 사용한다.
- 3화에서 루비, 토파즈 팀은 코너 샷으로 무장했다. 멜리사 마오는 FN P90으로 무장했다.
- 5화에서 멜리사 마오의 권총은 HK USP로 추정된다.(소설 본작에선 HK MK. 23) 마피아들은 HK MP5K PDW 등으로 무장했다. 멜리사 마오가 사용하는 산탄총은 비넬리 M3 슈퍼 90으로 추정된다. 마오와 쿠르츠가 사용하는 소총은 HK G36E이다. 쿠르츠는 G36 탄창 2개를 테이프로 묶지만, 실제 G36 탄창은 아무런 도구 없이 결합될 수 있다.
- 6화에서 소스케는 글록 19를 사용한다.
- 12화에서 소스케는 글록 26를 사용한다.

- 메카닉분야 -
3~4화에서 등장한 빨간 AS는 1기에서 가우룽이 후반부에 탔던 코다르i와 동일기종이다. 작가는 19권에서 아말감의 신형기 엘리고르를 이와 동일한 기체라고 설명한 바 있다.
또 유이란, 유이팡 자매가 사용하던 기체는 코다르 m형이다. 코달 타입엔 모두 람다 드라이버가 장착되어있으나 성능은 파일럿에 따라 달라지는 듯하다.

## 같이 보기
- 풀 메탈 패닉? 후못후
- 풀 메탈 패닉! 더 세컨드 레이드

### IMDB
- (영어) Full Metal Panic! - 인터넷 영화 데이터베이스
- (영어) Full Metal Panic? Fumoffu - 인터넷 영화 데이터베이스
- (영어) Full Metal Panic! The Second Raid - 인터넷 영화 데이터베이스
- Full Metal Panic! (Furu Metaru Panikku! - Koichi Chigira, 2002) (italian)

| 이 라이트 노벨이 대단해! 작품 부문 1위 |                      |                      |
| 2007년                                 | 2008년 풀 메탈 패닉! | 2009년               |
| 늑대와 향신료                          | 2008년 풀 메탈 패닉! | 문학소녀 시리즈      |
|                                        |                      |                      |
| 하세쿠라 이스나의 작품                 | 가토 쇼지의 작품     | 노무라 미즈키의 작품 |